# 4683 Вератар
4683 Вератар (4683 Veratar) — астероїд головного поясу, відкритий 1 квітня 1976 року.
Тіссеранів параметр щодо Юпітера — 3,199.